# League of Gentlemen
The League of Gentlemen eller Robert Fripp & the League of Gentlemen var ett brittiskt rockband verksamt i början av 1980-talet vars musik närmast kan beskrivas som progressiv rock men med många andra influenser såsom improvisation och jazz. Bland bandmedlemmarna märks främst gitarristen Robert Fripp från gruppen King Crimson. Andra bandmedlemmar var basgitarristen Sara Lee (som senare gick med i bandet Gang of Four), keyboardisten Barry Andrews (som tidigare varit med i bandet XTC och senare i bandet Shriekback) och trumslagaren Johnny Toobad. Toobad ersattes av okänd anledning av den vikarierande trumslagaren Kevin Wilkinson på merdelen av gruppens enda och självbetitlade studioalbum. På albumet medverkade även experimentellrockaren Danielle Dax. Gruppnamnet League of Gentlemen hade Fripp använt tidigare i sin första semi-professionella rockgrupp under sent 60-tal.

## Sagt om League of Gentlemen
The Trouser Press Record Guide, en nättidning om alternativrock, beskriver League of Gentlemens musik enligt följande: "Det är som att ta en enkel medelsnabb-till-snabb baktakt över vilken Fripp och Andrews låser fast varandra varav en melodisk utveckling långsamt, säkert och subtilt uppstår"." Trousers Press skriver på nätupplagan även att League of Gentlemens rörelse mot dansorienterad rock var en föraning av Fripps reformerade version av King Crimson, rockbandet som legat i träda men återskapades av honom under tidigt 80-tal.

## Diskografi
Studioalbum
- The League of Gentlemen (1981) (EG Records/Polydor)

Livealbum
- Thrang Thrang Gozinbulx (2003) (Livealbum sammanställt av bootleg-inspelningar) (Discipline Records)
- September 21, 1980 - Royal Exeter, Bournemouth, UK  (2005)
- May 23, 1980 - Rotation, Hannover Germany (2010)
- Bataclan, Paris, France, - May 15, 1980 (2012)

Samlingsalbum
- The League Of Gentlemen / Let The Power Fall (Robert Fripp / The League Of Gentlemen) (1981)
- God Save the King (1985) (Robert Fripps samlingsalbum) (EG Records)

Singlar
- Heptaparaparshinokh / Marriagemuzic (The League Of Gentlemen / Robert Fripp) (1980)
- Dislocated / 1984 (January 13th-May 16th) (The League Of Gentlemen / Robert Fripp) (1981)